# Zonerodius heliosylus
Zonerodius heliosylus là một loài chim thuộc chi đơn loài Zonerodius trong họ Ardeidae.